# Nanomontador
Um montador molécular ou Nanomontador (Nanoassembler) é uma máquina nanotecnológica de tamanho bastante reduzido capaz de organizar átomos e moléculas de acordo com instruções dadas. Para fazer esta tarefa é necessário energia, suprimento de matéria-prima (building blocks), bem como a programação a ser executada pelo montador.
Um montador molecular pode atuar de forma isolada ou em conjunto com vários outros montadores moleculares, podendo, neste caso, ser capaz de construir objetos macroscópicos. Para isso é necessário um sistema de comunicação entre os montadores, bem como um sistema de organização que permita que eles trabalhem em conjunto.
Existe a possibilidade de se construir um montador universal. Ele teria a capacidade de construir qualquer objeto possível, incluindo um outro montador. Assim, o montador poderia se replicar de forma semelhante aos seres vivos. Uma vez construído o primeiro montador, ele poderia se reproduzir várias vezes até o número necessário para executar uma determinada tarefa como, por exemplo, a construção de várias toneladas de um nanomaterial. Essa capacidade de reprodução é uma das grandes vantagens de um montador molecular, e também é um dos seus grandes riscos. Um montador poderia se reproduzir descontroladamente e ameaçar vidas humanas de forma semelhante a epidemias. Um risco poderia ser a colonização de toda a Terra por montadores moleculares, extinguindo a vida no planeta. Só restariam os próprios montadores em uma massa provavelmente cinza chamada de "greygoo". Kim Eric Drexler argumenta que este cenário é bastante difícil, uma vez que nenhum ser vivo conhecido consegue se reproduzir além do limite imposto pela quantidade de energia e matéria-prima disponíveis. Apesar disso, especialistas advertem que é necessário tomar precauções pois os riscos para a saúde humana não são conhecidos.
A construção de um montador molecular ainda está longe de ocorrer. Vários problemas persistem, como a dificuldade de trabalhar com átomos individuais necessários para a construção do montador. Além disso, é difícil modelar o comportamento de objetos complexos em escala nanométrica em obediência às leis quânticas.
A partir de 2007, o British Engineering and Physical Sciences Research Council financiou o desenvolvimento de assemblers moleculares semelhantes a ribossomas. Claramente, os assemblers moleculares são possíveis neste sentido limitado. Um projecto de roteiro tecnológico, liderado pelo Battelle Memorial Institute e acolhido por vários Laboratórios Nacionais dos EUA, explorou uma gama de tecnologias de fabrico atomicamente precisas, incluindo tanto a primeira geração como perspectivas a longo prazo de montagem molecular programável; o relatório foi publicado em Dezembro de 2007. Em 2008, o Engineering and Physical Sciences Research Council financiou 1,5 milhões de libras ao longo de seis anos para a investigação que visa a mecanossíntese mecanizada, em parceria com o Institute for Molecular Manufacturing, entre outros.
Da mesma forma, o termo "montador molecular" tem sido utilizado na ficção científica e na cultura popular para se referir a uma vasta gama de nanomáquinas fantásticas de manipulação de átomos, muitas das quais podem ser fisicamente impossíveis na realidade. Grande parte da controvérsia sobre "assemblers moleculares" resulta da confusão na utilização do nome tanto para conceitos técnicos como para fantasias populares. Em 1992, Drexler introduziu o termo relacionado mas mais bem compreendido "fabrico molecular", que ele definiu como a "síntese química de estruturas complexas através do posicionamento mecânico de moléculas reactivas, e não através da manipulação de átomos individuais".
Este artigo discute principalmente os "montadores moleculares" no sentido popular. Estes incluem máquinas hipotéticas que manipulam átomos individuais e máquinas com capacidades auto-replicativas semelhantes às do organismo, mobilidade, capacidade de consumir alimentos, e assim por diante. Estes são bastante diferentes dos dispositivos que apenas (como definido acima) "guiam reacções químicas através do posicionamento de moléculas reactivas com precisão atómica".
Porque os assemblers moleculares sintéticos nunca foram construídos e devido à confusão sobre o significado do termo, tem havido muita controvérsia sobre se os "assemblers moleculares" são possíveis ou simplesmente ficção científica. A confusão e a controvérsia também resultam da sua classificação como nanotecnologia, que é uma área activa de investigação laboratorial que já foi aplicada à produção de produtos reais; no entanto, até há pouco tempo, não tinha havido esforços de investigação sobre a construção efectiva de "assemblers moleculares".
No entanto, um artigo do grupo de David Leigh de 2013, publicado na revista Science, detalha um novo método de síntese de um peptídeo de uma forma específica de sequência, utilizando uma máquina molecular artificial que é guiada por uma vertente molecular. Isto funciona da mesma forma que um ribossomo construindo proteínas através da montagem de aminoácidos de acordo com um plano de RNA mensageiro. A estrutura da máquina é baseada num rotaxano, que é um anel molecular que desliza ao longo de um eixo molecular. O anel transporta um grupo tiolado que remove os aminoácidos em sequência do eixo, transferindo-os para um local de montagem de peptídeos. Em 2018, o mesmo grupo publicou uma versão mais avançada deste conceito em que o anel molecular desliza ao longo de uma pista polimérica para montar um oligopeptídeo que pode dobrar-se num hélice α que pode realizar a epoxidação enantioselectiva de um derivado de calcone (de uma forma que lembra o ribossoma que monta uma enzima). Num outro artigo publicado na Science em Março de 2015, os químicos da Universidade de Illinois relatam uma plataforma que automatiza a síntese de 14 classes de pequenas moléculas, com milhares de blocos de construção compatíveis.
Em 2017, o grupo de David Leigh relatou um robô molecular que poderia ser programado para construir qualquer um de quatro estereoisómeros diferentes de um produto molecular utilizando um braço robótico nanomecânico para mover um substrato molecular entre diferentes sítios reactivos de uma máquina molecular artificial. Um artigo de acompanhamento News and Views, intitulado "Um montador molecular", delineou o funcionamento do robô molecular como sendo efectivamente um montador molecular prototípico.

## Nanofábricas
Uma nanofábrica é um sistema proposto em que as nanomáquinas (assemelhando-se a montadores moleculares, ou braços de robôs industriais) combinariam moléculas reactivas através de mecanossíntese para construir peças atomicamente maiores e precisas. Estas, por sua vez, seriam montadas por mecanismos de posicionamento de tamanhos variados para construir produtos macroscópicos (visíveis) mas ainda atomicamente precisos.
Uma nanofábrica típica caberia numa caixa de secretária, na visão de K. Eric Drexler publicada em Nanosystems: Molecular Machinery, Manufacturing and Computation (1992), um notável trabalho de "engenharia exploratória". Durante os anos 90, outros alargaram o conceito de nanofábrica, incluindo uma análise da montagem convergente de nanofábricas por Ralph Merkle, uma concepção de sistemas de uma arquitectura de nanofábricas replicadora por J. Storrs Hall, o "Universal Assembler" de Forrest Bishop, o processo de montagem exponencial patenteado por Zyvex, e uma concepção de sistemas de nível superior para uma "nanofábrica primitiva" por Chris Phoenix (Director de Investigação no Centro de Nanotecnologia Responsável). Todos estes desenhos de nanofábrica (e mais) estão resumidos no Capítulo 4 de Kinematic Self-Replicating Machines (2004) por Robert Freitas e Ralph Merkle. A Colaboração Nanofábrica, fundada por Freitas e Merkle em 2000, é um esforço contínuo e focalizado envolvendo 23 investigadores de 10 organizações e 4 países que está a desenvolver uma agenda de investigação prática especificamente orientada para a mecanossíntese de diamantes e o desenvolvimento nanofábrica de diamantes controlados posicionalmente.
Em 2005, John Burch, em colaboração com a Drexler, produziu uma curta-metragem animada por computador sobre o conceito de nanofábrica. Tais visões têm sido objecto de muito debate, a vários níveis intelectuais. Ninguém descobriu um problema intransponível com as teorias subjacentes e ninguém provou que as teorias possam ser traduzidas na prática. No entanto, o debate continua, com algumas delas a serem resumidas no artigo sobre nanotecnologia molecular.
Se pudessem ser construídas nanofábricas, uma grave perturbação da economia mundial seria um dos muitos impactos negativos possíveis, embora se possa argumentar que esta perturbação teria pouco efeito negativo se todos tivessem tais nanofábricas. Também seriam previstos grandes benefícios. Várias obras de ficção científica exploraram estes e outros conceitos semelhantes. O potencial de tais dispositivos fazia parte do mandato de um grande estudo britânico liderado pela professora de engenharia mecânica Dame Ann Dowling.

## Auto-replicação
Os "montadores moleculares" têm sido confundidos com máquinas auto-replicadoras. Para produzir uma quantidade prática de um produto desejado, o tamanho nanoescala de uma assembladora molecular universal de ficção científica típica requer um número extremamente grande de tais dispositivos. Contudo, um único assembler molecular teórico deste tipo pode ser programado para se auto-replicar, construindo muitas cópias de si mesmo. Isto permitiria uma taxa de produção exponencial. Depois de quantidades suficientes de montadores moleculares estarem disponíveis, estes seriam então reprogramados para a produção do produto desejado. No entanto, se a auto-replicação dos montadores moleculares não fosse restringida, poderia levar à concorrência com organismos naturais. Isto tem sido chamado de ecofagia ou o problema da viscosidade cinzenta.
Um método de construção de montadores moleculares é imitar os processos evolutivos empregados pelos sistemas biológicos. A evolução biológica procede por variação aleatória combinada com o abate das variantes menos bem sucedidas e a reprodução das variantes mais bem sucedidas. A produção de montadores moleculares complexos pode ter evoluído de sistemas mais simples, uma vez que "Um sistema complexo que funciona é invariavelmente considerado como tendo evoluído de um sistema simples que funcionava... . . Um sistema complexo concebido de raiz nunca funciona e não pode ser remendado para o fazer funcionar. É preciso começar de novo, começando com um sistema que funciona". No entanto, a maioria das directrizes de segurança publicadas incluem "recomendações contra o desenvolvimento de ... designs de replicadores que permitam sobreviver à mutação ou sofrer evolução".
A maioria dos desenhos de montadores mantém o "código fonte" externo ao montador físico. Em cada etapa de um processo de fabrico, essa etapa é lida a partir de um ficheiro informático comum e "transmitida" a todos os assemblers. Se algum assembler sair do alcance desse computador, ou quando a ligação entre esse computador e os assemblers for quebrada, ou quando esse computador for desligado, os assemblers deixam de se replicar. Tal "arquitectura de transmissão" é uma das características de segurança recomendadas pelas "Orientações de Prospectiva sobre Nanotecnologia Molecular", e um mapa do espaço de concepção de replicadores de 137 dimensões recentemente publicado pela Freitas e Merkle fornece numerosos métodos práticos através dos quais os replicadores podem ser controlados com segurança por uma boa concepção.

## Drexler e Smalley debate
Artigo principal: Debate Drexler-Smalley sobre nanotecnologia molecular
Um dos críticos mais falados de alguns conceitos de "montadores moleculares" foi o Professor Richard Smalley (1943-2005) que ganhou o Prémio Nobel pelas suas contribuições no campo da nanotecnologia. Smalley acreditava que tais assemblers não eram fisicamente possíveis e introduziu-lhes objecções científicas. As suas duas principais objecções técnicas foram designadas por "problema dos dedos gordos" e "problema dos dedos pegajosos". Ele acreditava que estas excluiriam a possibilidade de "montadores moleculares" que trabalhavam por recolha e colocação de átomos individuais de precisão. Drexler e colegas de trabalho responderam a estes dois números numa publicação de 2001.
Smalley também acreditava que as especulações de Drexler sobre os perigos apocalípticos das máquinas auto-replicadoras que foram equiparadas a "montadores moleculares" ameaçariam o apoio público ao desenvolvimento da nanotecnologia. Para abordar o debate entre a Drexler e a Smalley sobre as montadoras moleculares Chemical & Engineering News publicou um ponto de contagem que consistia numa troca de cartas que abordava as questões.

## Regulamento
A especulação sobre o poder dos sistemas que têm sido chamados "montadores moleculares" desencadeou uma discussão política mais ampla sobre as implicações da nanotecnologia. Isto deve-se em parte ao facto de a nanotecnologia ser um termo muito amplo e poder incluir "assemblers moleculares". O debate sobre as possíveis implicações de assemblers moleculares fantásticos suscitou apelos à regulamentação da nanotecnologia actual e futura. Existem preocupações muito reais com o potencial impacto sanitário e ecológico da nanotecnologia que está a ser integrada em produtos manufacturados. O Greenpeace, por exemplo, encomendou um relatório sobre nanotecnologias no qual manifestam preocupação quanto à toxicidade dos nanomateriais que foram introduzidos no ambiente. No entanto, faz apenas referências passageiras à tecnologia "assembler". A Royal Society do Reino Unido e a Royal Academy of Engineering também encomendaram um relatório intitulado "Nanocience and nanotechnologies: opportunities and uncertainties" (Nanociência e nanotecnologias: oportunidades e incertezas) relativamente às maiores implicações sociais e ecológicas sobre a nanotecnologia. Este relatório não discute a ameaça representada por potenciais "assemblers moleculares".

## Revisão científica formal
Em 2006, a Academia Nacional de Ciências dos EUA divulgou o relatório de um estudo de fabrico molecular como parte de um relatório mais longo, A Matter of Size: Revisão Trienal da Iniciativa Nacional de Nanotecnologia O comité de estudo analisou o conteúdo técnico dos Nanosistemas, e na sua conclusão afirma que nenhuma análise teórica actual pode ser considerada definitiva relativamente a várias questões de potencial desempenho do sistema, e que não se podem prever com confiança caminhos óptimos para a implementação de sistemas de alto desempenho. Recomenda a investigação experimental para fazer avançar os conhecimentos nesta área:
"Embora os cálculos teóricos possam ser feitos hoje em dia, a gama eventualmente atingível de ciclos de reacção química, taxas de erro, velocidade de funcionamento e eficiências termodinâmicas de tais sistemas de fabrico de baixo para cima não podem ser previstos de forma fiável neste momento. Assim, a perfeição e complexidade eventualmente alcançáveis dos produtos fabricados, embora possam ser calculados em teoria, não podem ser previstos com confiança. Finalmente, os melhores caminhos de investigação que podem levar a sistemas que excedem largamente as eficiências termodinâmicas e outras capacidades dos sistemas biológicos não podem ser previstos com confiança neste momento. O financiamento da investigação que se baseia na capacidade dos investigadores de produzir demonstrações experimentais que se ligam a modelos abstractos e guiam a visão a longo prazo é o mais adequado para atingir este objectivo".

## gosma cinzenta
Um cenário potencial que tem sido previsto é o de montadores moleculares auto-replicantes fora de controlo, sob a forma de gosma cinzenta que consome carbono para continuar a sua replicação. Se tal replicação mecânica não controlada poderia potencialmente consumir eco-regiões inteiras ou toda a Terra (ecofagia), ou poderia simplesmente superar as formas naturais de vida para recursos necessários como o carbono, ATP, ou a luz UV (que alguns exemplos de nanomotores funcionam). No entanto, os cenários de ecofagia e "gosma cinzenta", como os montadores moleculares sintéticos, baseiam-se em tecnologias ainda não demonstradas experimentalmente.